# استارواحسانوو
استارواحسانوو (انگلیسی: Staroikhsanovo) یک شهرک در شهرستان چکماگوشفسکی استان باشقیرستان کشور روسیه است.